# Matthias Sonn
Matthias Peter Sonn (* 29. Juni 1957 in Hamburg) ist ein deutscher Diplomat im Ruhestand. Er war zuletzt von 2019 bis 2023 Botschafter in Litauen.

## Leben
Sonn absolvierte nach dem Abitur ein Studium der Rechtswissenschaften und Theologie an der Universität Genf, der Eberhard Karls Universität Tübingen, der Ludwig-Maximilians-Universität München sowie der Universität Hamburg.
1984 trat er in den Auswärtigen Dienst ein und wurde nach Abschluss der Attachéausbildung als Legationsrat an der Botschaft Port-of-Spain (Trinidad und Tobago) verwendet. Nach einem Einsatz in der Zentrale des Auswärtigen Amtes in Bonn war er Botschaftsrat und Ständiger Vertreter des Botschafters in Accra (Ghana). Nach einer weiteren Verwendung im Auswärtigen Amt war er zunächst Leiter des Rechts- und Konsularreferats sowie danach Leiter der politischen Abteilung der Botschaft Ankara (Türkei).
1998 wurde Sonn Leiter einer Arbeitseinheit für das östliche Mittelmeer in der Politischen Abteilung des Auswärtigen Amtes in Berlin. Anfang der 2000er Jahre fungierte er mit dem Titel Senior Deputy High Representative als Stellvertreter des Hohen Repräsentanten für Bosnien und Herzegowina und war somit mit verantwortlich für Umsetzung des Abkommens von Dayton. 
Nach den Terroranschlägen am 11. September 2001 wurde Sonn Botschaftsrat an der Botschaft Moskau (Russland) und war dort für die Koordinierung von politischen und Sicherheitsfragen zuständig. Danach wurde er Leiter des Sonderstabes für die internationale Zusammenarbeit in der Terrorismusbekämpfung im Auswärtigen Amt.
Nachdem Sonn zwischen 2008 und 2011 Gesandter und Leiter der Wirtschaftsabteilung an der Botschaft Washington (USA) war, wurde er 2011 Gesandter an der Botschaft Canberra (Australien).
Im Juli 2013 wurde Sonn Botschafter der Bundesrepublik Deutschland in Guatemala und erhielt als solcher auch die Akkreditierung als Botschafter in Belize. Sonn übernahm im Juli 2016 die Aufgabe als deutscher Botschafter in Bolivien und löste damit Peter Linder ab.
Im August 2019 wechselte Sonn auf den Posten des deutschen Botschafters in Litauen. In diesem Amt löste ihn im August 2023 Cornelius Zimmermann ab.